# Iwanówka (polana)

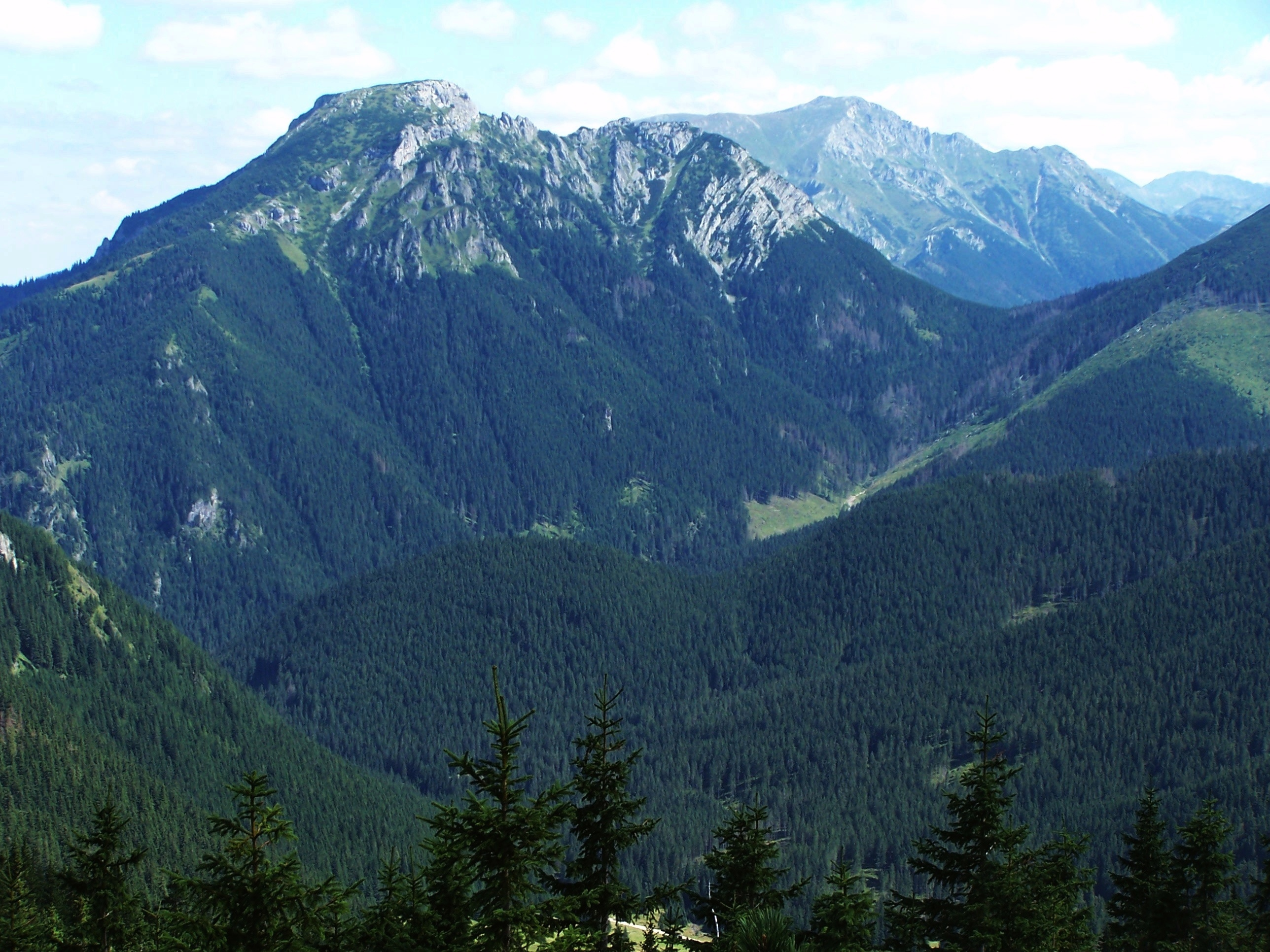
Widok z Grzesia

Iwanówka – polana reglowa w Tatrach Zachodnich. Znajduje się u wylotu Doliny Iwaniackiej do Doliny Starorobociańskiej. Położona jest na wysokości 1100–1140 m n.p.m., na północnych stokach Doliny Iwaniackiej. Dawniej była częścią samodzielnej hali Iwanówka.
Nazwa polany pochodzi od nazwiska Iwan, które spotykane jest na Podhalu już od początku XVII w. Około 1700 r. ród Iwanów nabył tę polanę od Dudów z Międzyczerwiennego przez zastaw konia (równowartość 50 zł). Polana zajmuje dość żyzne ziemie naniesione przez Iwaniacki Potok. Dawniej stały na niej szałasy. W wyniku zaprzestania jej pasterskiego użytkowania polana w większości zarosła lasem. W 1955 miała powierzchnię ok. 8 ha, ale w 2004 w wyniku zarośnięcia jej powierzchnia zmniejszyła się o ok. 80% i polana nadal zarasta.

## Szlaki turystyczne
z Doliny Chochołowskiej. Początkowo biegnie razem z czarnym, na Iwanówce oddziela się od niego i prowadzi przez Iwaniacką Przełęcz do schroniska na Hali Ornak. Czas przejścia: 2:20 h, z powrotem 2:25 h
 z Doliny Chochołowskiej, zaczynający się przy leśniczówce i prowadzący całą Doliną Starorobociańską przez Starorobociańską Polanę i Starorobociańską Rówień aż do Siwej Przełęczy. Czas przejścia: 2:30 h, ↓ 2 h.